# Желнинская площадь
Желнинская площадь —  площадь Дзержинска. Расположена на краю Западного района города.

## История
Площадь расположена на краю Западного района города Дзержинска. Образована перекрестком проспектов Циолковского и Свердлова. Названа в честь поселка Желнино, а также лесной дороги, соединявшей поселок с заводом имени Якова Свердлова. Более или менее оформлена восточная сторона площади. Тут заканчиваются и начинаются автобусные линии нескольких маршрутов. Недалеко от площади находятся рынок, магазины, аптеки.

## Примечательные здания и сооружения

### Здания

#### Госпиталь ветеранов и инвалидов разных войн имени Самарина
Находится на западном отрезке проспекта Циолковского. Это оригинальное здание красиво как снаружи, так и изнутри.